# 灌漑

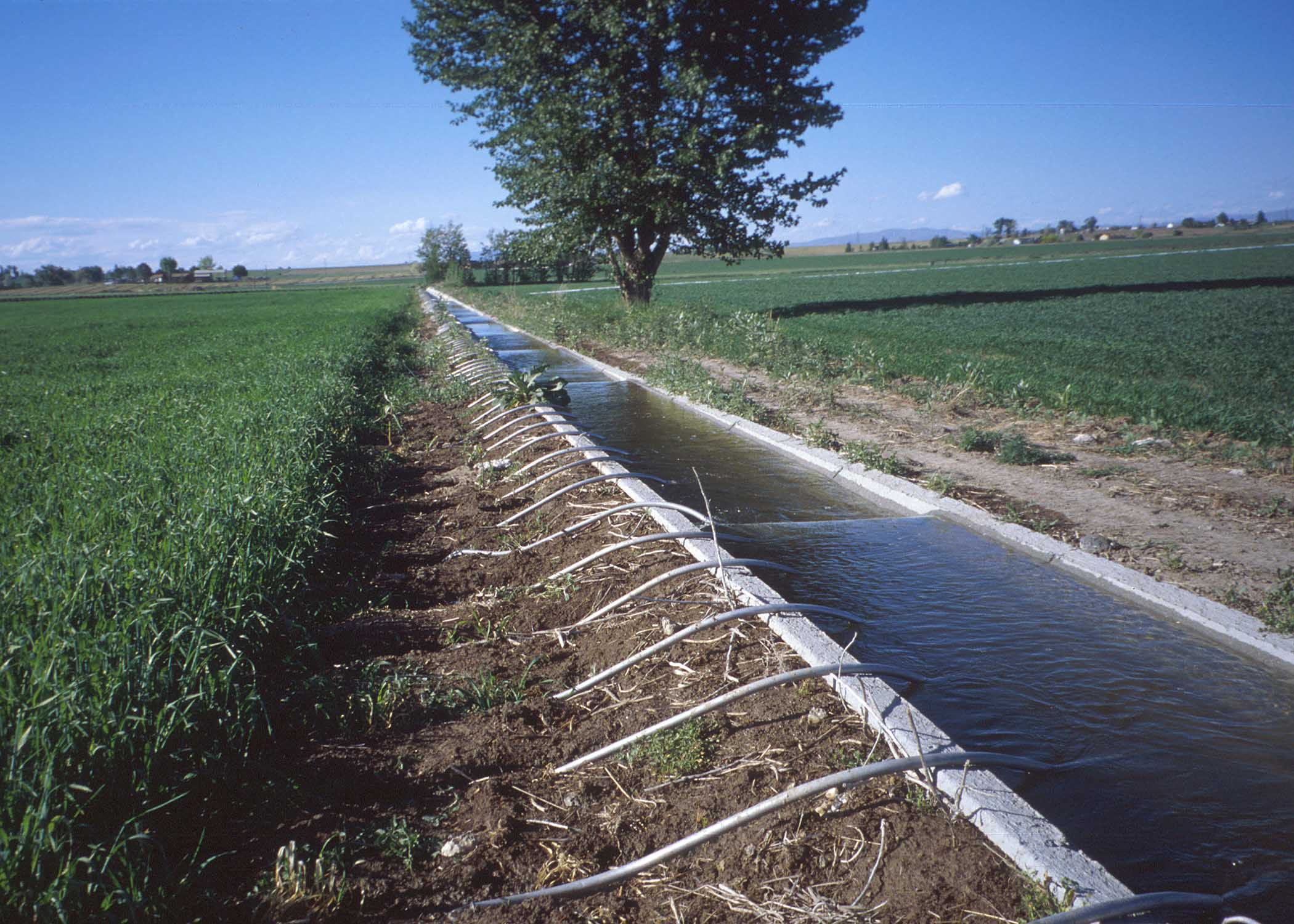
管により畑に給水する灌漑施設（2000年）

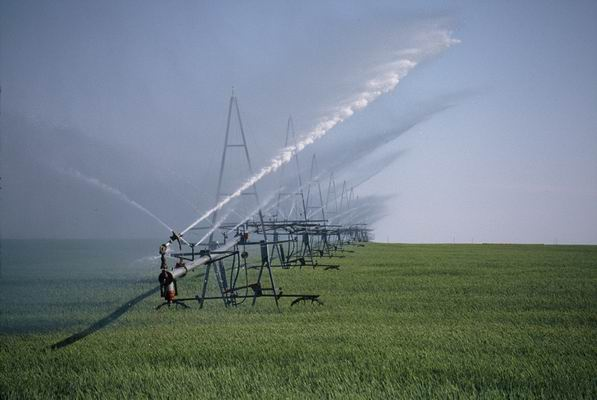
センターピボット方式による灌漑の様子

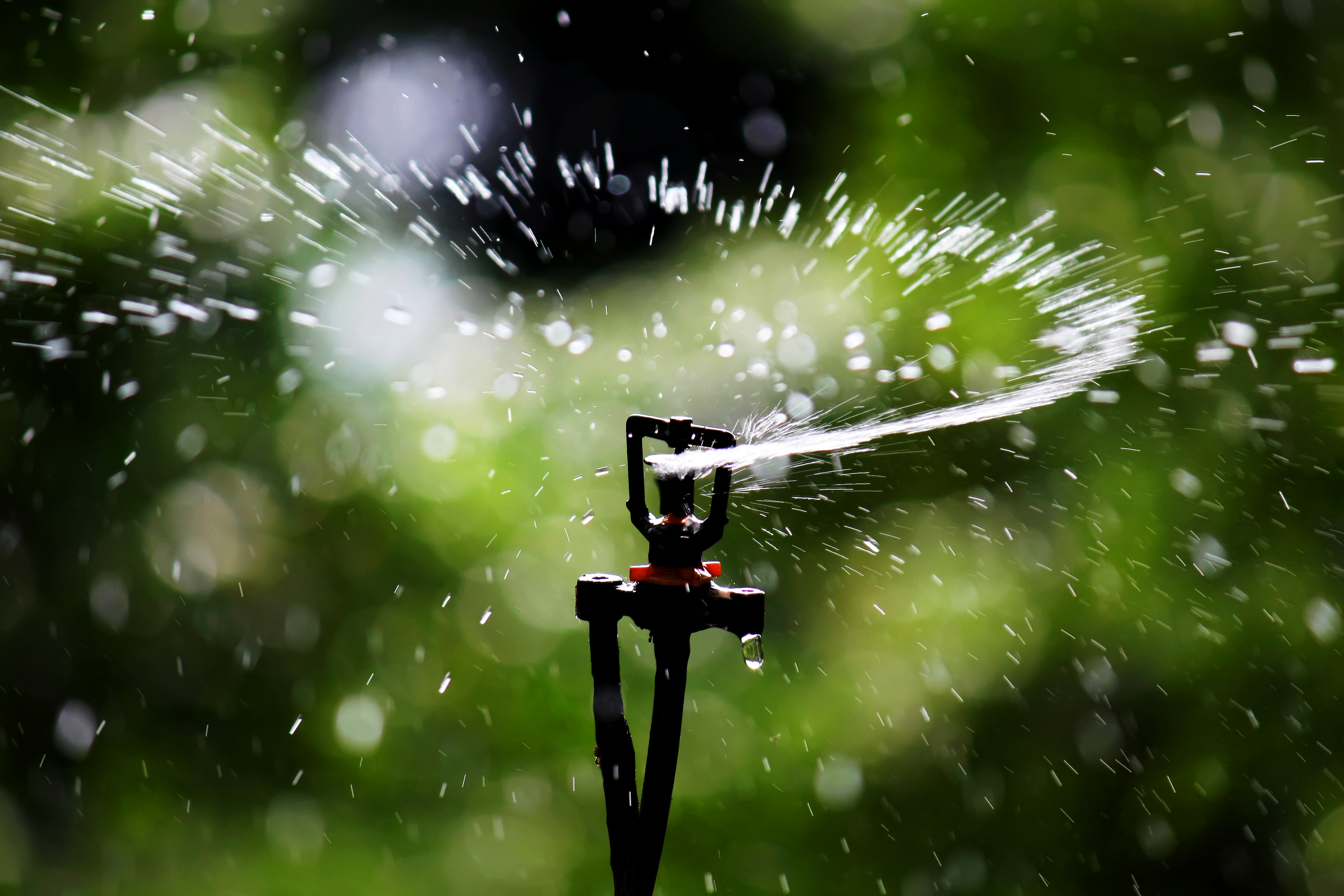
灌漑用マイクロスプリンクラー

灌漑（潅漑、潅溉、かんがい、英: irrigation）とは、農地へ水を人工的に供給すること。農作物の増産、景観の維持、乾燥地帯や乾期の土壌で緑化する為に実行される。他にも農業生産において、作物を霜害から守る、穀物の畑で雑草を抑制する、土壌の圧密を防ぐといった用途もある。対照的に直接的な降雨のみで行う農業を乾燥農業と呼ぶ。灌漑システムは、塵の飛散防止、下水処理、鉱業などにも使われる。灌漑と排水は組み合わせて研究されることが多い。
なお、「灌」「漑」は二文字とも常用漢字の表外字のため、報道では新聞常用漢字表により「かんがい」とひらがなで表示されるのが一般的である。学校の教材等も同様である。

## 概要

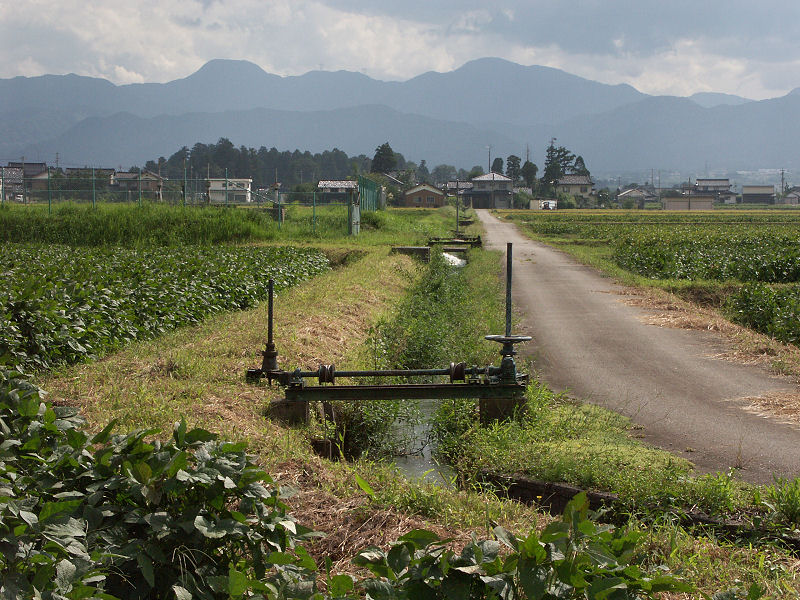
用水路による水田灌漑

技術的には、作物・土壌・水の間に適切で有機的な関係を保証する農学的側面、各種の施設・機器を用いて耕地に水を供給し管理する狭義の灌漑技術、水源から水を引く土木工学的側面などがある。農地に対する水管理という点で排水（農地排水）とセットで灌漑排水として扱われることが多い。
また大きなくくりとして畑に水を供給する畑地灌漑と水田に水を供給する水田灌漑に分けられる。また、耕地内で作物に給水することや圃場内で植物に給水することは灌水もしくは水遣りという。
この灌漑が社会発展に果たす役割は非常に大きい。灌漑により、農地の生産性は著しく高まるために、余剰生産物が発生する。余剰生産物は、農業以外で価値を生み出す職業を支え、商工業者や軍隊、王権貴族の生活を支える。このように、灌漑による生産性向上は社会に変革をもたらす。
灌漑の「灌」と「漑」の漢字は共に訓読みで「そそ(ぐ)」と読め、また「水を注ぐ」という意味である。

## 灌漑の歴史

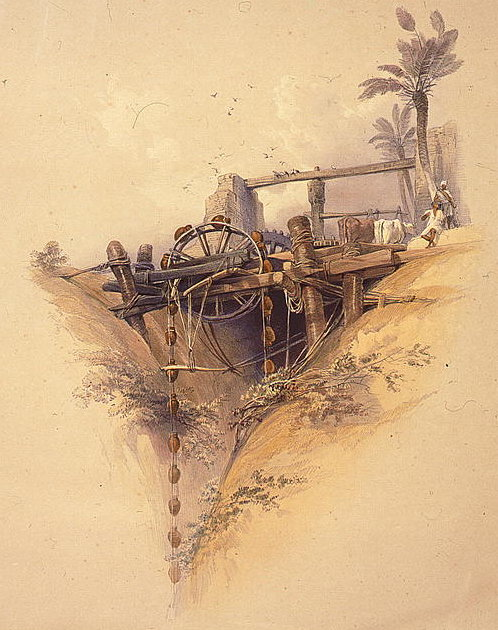
畜力による灌漑（上エジプト、1840年ごろ）

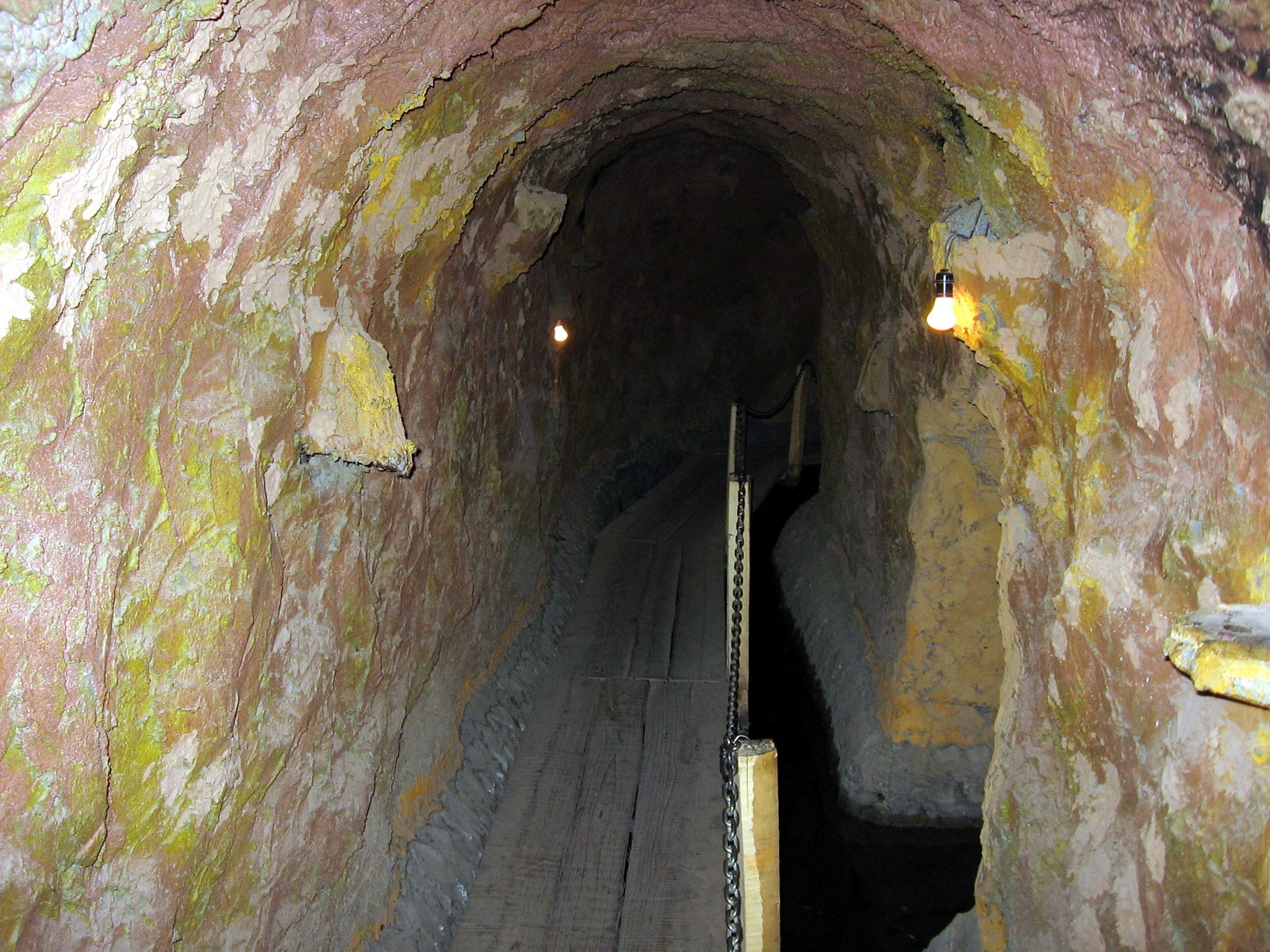
カレーズのトンネル内部（中国トルファン市）

農耕の開始によって人口が増加し、国家が形成されるようになると、人々を安定的に統治するために必要な農耕生産の向上が必須課題となり、開墾や干拓、灌漑などさまざまな公共事業が行われ始める。そこでは、常に治水問題と灌漑問題の解決が重要であった。治水問題では洪水などによる水害を防ぐための築堤などの河川整備が、灌漑問題では水源確保のためのため池、堰堤やダムの建設と水源から目的地までの用水路の建設などの農地整備が相互に関連しながら行われてきた。
中でも灌漑技術は概して水資源の少ない地域において開発され発達してきた技術である。そこでは、主に畑作用水資源の安定的供給による農耕生産の安定性と生産性自体の向上を目的としていた。
考古学調査の結果、紀元前6千年紀ごろからメソポタミア、エジプト、イランといった中東で灌漑が行われていた証拠が見つかっている。それらの地域で自然な降水量だけでは生育できない大麦が栽培されていたことがわかっている。
紀元前800年ごろの古代イラン（ペルシャ）で発達したカナートは、今日も使われている最古の灌漑技法の1つである。この技法はアジア、中東、北アフリカに広まっている。このシステムは多数の井戸と緩やかに傾斜したトンネルで構成され、地下水を灌漑に使用する。
粘土製の壷を周囲につけた水汲み水車（ノーリア）は、水流の力で駆動され（水流がない場合は畜力を使用(サキア)）、中国の漢やシリア・イラク・ペルシャ地域で最初に使い始められたとされている。紀元前150年ごろにはその壷に弁がつけられ、水を汲み上げる効率を向上させた。

### エジプト
古代エジプトにおいては麦類を中心とした畑作農業が行われており、紀元前3500年ごろに灌漑が始まっていたと考えられている。その灌漑はナイル川の氾濫を利用した畑作灌漑であった。青ナイル川から流れ込む春季の多量の雨水によってナイル川下流では夏季にはゆっくりと水位が増水し、氾濫を起こす。この氾濫は日本で見られるような濁流で家々を押し流すような氾濫ではなく、ゆっくりと次第にナイルの水が堤防を超え外部に漏れ出るような様子の氾濫である。
この氾濫を耕地に誘導することによって耕地の土壌中に十分な水分が保水されるという湛水灌漑であった。また、ナイルの氾濫水は上流の肥沃な土壌を含んだ泥水で、氾濫によって肥沃な表土が供給された。このため、湛水することによって十分な水が供給されることと流水によって肥沃な表土が運搬されてくることが定期的にあったため乾燥地にもかかわらず塩類集積が起こりにくかったと考えられている。
エジプト第12王朝のファラオアメンエムハト3世（紀元前1800年ごろ）は、ナイル川の氾濫した水を毎年引き込んでファイユーム・オアシスの天然の湖に貯水し、乾期に使用する水とした。

### メソポタミア
新石器時代以降メソポタミア北部の山麓の傾斜地で天水依存の農業（天水農業）が行なわれていたとされる。しかし、紀元前3000年ごろ、気候の変化によって水源を求めてチグリス・ユーフラテス河の下流平地部へと移住した。
しかし下流の平地部は、上流の山岳地帯での春の雪解け水に起因する、突然の洪水や河川氾濫に見舞われる氾濫原であった。そのため、溢流を制御し、溢流した河川水を蓄えるため池を作り、各耕地に配分する用水路を作る公共事業を行なうことが都市国家の宿命であった。ただし、この水は飲料水等の生活用水にも使用された。
この地域は降水量は少ないものの温暖なため、用水が確保されれば多くの収量を得た。
この灌漑も氾濫水を使用する灌漑であるが、貯水池（ため池）を作り水路で配分する点がエジプトと異なる。そして、ため池や用水路などの農業生産基盤は農地と共にしばしば収奪の対象とされ、騒乱のたびに灌漑排水システムは破壊、そして再建された。また、乾燥と暑熱による水分蒸発によって耕地の塩類集積を招き、生産力が低下して文明の衰退を招いた。

### 南米
ペルーのアンデス山脈山中の Zaña Valley では、紀元前4千年紀ごろから灌漑用用水路があったことが放射性炭素年代測定により示されたと主張する考古学者もおり、紀元前3千年紀および紀元9世紀ごろの用水路も見つかっているという。これらは新世界では最古の灌漑と主張されている。その下からさらに古い用水路の痕跡も見つかっており、紀元前5千年紀にまで遡ると調査者は主張している。

### インド亜大陸
パキスタンおよび北インドのインダス文明は洗練された灌漑と貯水のシステムを発展させ、紀元前3千年ごろのため池や紀元前2600年ごろの用水路などが見つかっている。大規模農業が行われ、灌漑用の用水路のネットワークが張り巡らされていた。
近世になり英領インドでは、1842年から12年の歳月をかけ上ガンジス運河を開削し、ドアブ地方を一大穀倉地帯へと発展させた。このガンジス川を利用した大規模灌漑用水路はインド独立後も継承され、現在でも新規プロジェクトが展開されている。ガンジス用水路は北インド主体で行われたが、南インドでは1898年に来日したマイソール藩王国の大臣モークシャグンダム・ヴィシュヴェーシュヴァライヤがインド初の計画経済開発を唱えた『インドのための計画経済』に基づき独自に灌漑事業を実施した。
スリランカでは紀元前300年ごろから灌漑が始まり、その後千年以上に渡って開発が行われたため、古代世界でも最も複雑な灌漑システムとなった。地下水路（ビソーコトゥワ）だけでなく、シンハラ人は貯水のための人工的なため池（パタハ）も作った。灌漑の面では非常に優れた技能を発揮しており、アヌラーダプラやポロンナルワでは古代からの灌漑システムが今も機能している。中世の王 Parakrama Bahu (1153–1186) の時代に灌漑システムの修復と拡張が行われている。

### 西欧
西ヨーロッパでは長らく灌漑設備を設けるほど技術が発達しなかった。しかし、土地の大半が農耕可能かつ降水量が比較的豊富な気候に恵まれていたため、農業適地の広大なヨーロッパでは農業生産力を上げず、耕地を二つに分け半分を耕作し半分を休閑地とする、二圃式農業と呼ばれる粗雑な農業による広大な農地の使用を行い、休閑地は一年かけて降水を土壌中に保水して翌年の耕作に使用した。これによって、灌漑農業やギリシャ、北アフリカ、イラン、華北などで行われた乾地農業より遥かに低い単位当り収量だったものの技術的制約から解き放たれ、農業技術の未熟なローマ人にも耕作可能な土地が増加、生産量が向上した。
18世紀にイギリスで産業革命が起こると、蒸気機関を用いた揚水ポンプなど灌漑機械が普及、同時に灌漑水路と水運を兼ねた運河が発達し、運河時代と呼ばれるようになった。これらの技術はイギリスの植民地経営にも導入され、各地で近代化を推進する原動力となった。
国土が海面下のオランダでは干拓事業に伴う排水灌漑が行われ、オランダを代表する景観の風車やD.F.ヴァウダ蒸気ポンプ場のような灌漑設備が世界遺産になっている。

### 中国
中国の長江中下流域では紀元前8000年頃から水稲作が行われていたが､稲作においては当初から灌漑によって栽培がなされていた｡
中国最古の水理学技師として春秋時代の孫叔敖（紀元前6世紀）と戦国時代の西門豹（紀元前5世紀）がいる。どちらも大規模な灌漑事業を指揮した。紀元前256年、戦国時代の秦国は現在の四川省にあたる場所に都江堰という灌漑施設を建設した。この施設は今も周辺の農地に水を供給し続けている。漢代にあたる紀元0年頃には水を低いところから高いところに運ぶチェーンポンプが使われるようになっている。このポンプは人力、水力、畜力などで駆動した。水の供給は公共事業として都市部や宮殿に対しても行ったが、大部分は灌漑用に使われていた。
中国は黄河・揚子江などの大河が多いものの、内陸部は乾燥地帯が広がり、大河川は氾濫が頻発するなど問題を抱えていた。隋の大運河建設以後、治水・灌漑・水運を一体化して考える水学（すいがく）が発達した。特に北宋以後は増大する人口と食料生産・輸送の観点からさまざまな灌漑・治水方策が提案された。

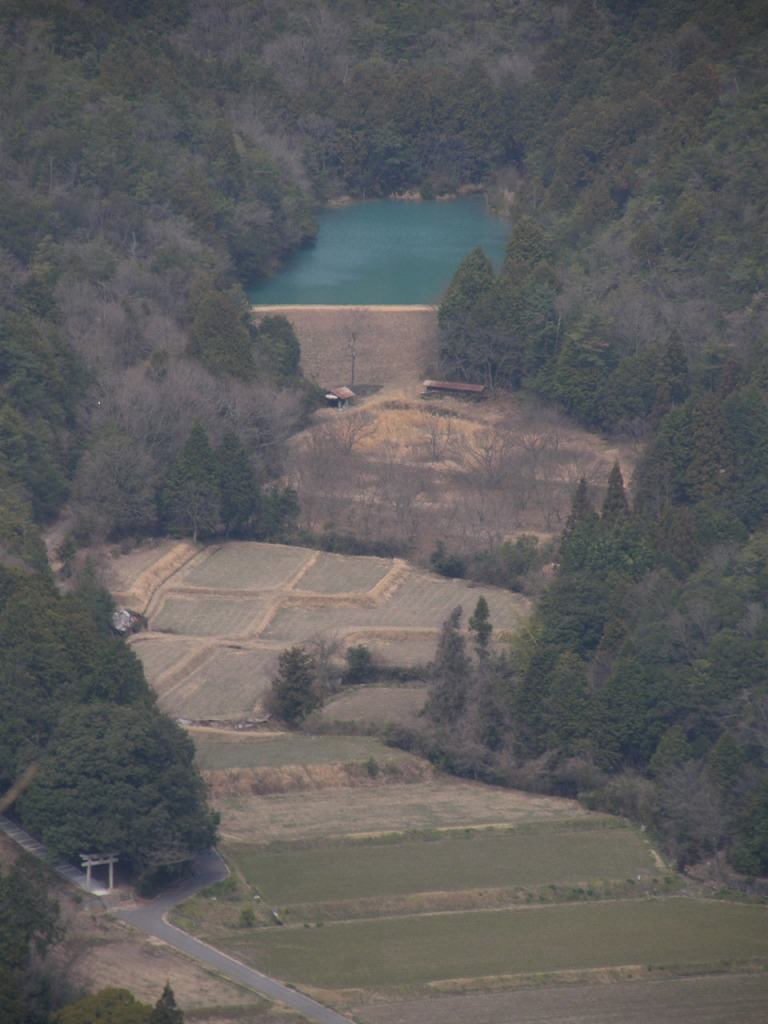
田とため池（兵庫県加東市）

### 日本
日本の灌漑は、神話伝説では神功皇后が造らせた裂田の溝が最古の農業用水路とされるが、考古学的に確認されたものとしては唐津市の菜畑遺跡で検出した水路が縄文時代後期（約2500～2600年前）まで遡れる最古の灌漑稲作の痕跡である。続く弥生時代に水稲栽培が普及拡大し、大和時代の頃にはため池や配水路など計画的な用水施設の設置が行われている。新田の開発と灌漑施設の設置は表裏一体であり、農業土木技術が進歩するにつれて灌漑施設も大規模なものへ変遷した。律令制の下では国家及びその地方官が河川の独占的利用を規制して遠江の荒玉河（現在の天竜川）の堤の修築など大規模な治水・灌漑工事が実施されたが、地方官に対して勧農よりも徴税の実績が求められるようになると次第に衰退していった。中世に入ると大規模な灌漑事業は減少したが、個々の荘園あるいは大名領国、同一水系・荘園領主を持つ複数の荘園を単位とした灌漑が活発に行われるようになる。また、複数の荘園や惣村において灌漑の時期や水量などを巡る争い（水論）が発生し、番水などの制度ができあがった。社会が安定した江戸時代には見沼代用水などを始め、各地で大規模な長距離の農業用水路が開発されている。こうした水路開発はそれまで灌漑の主要な地位を占めてきたため池の役割を低下させて河川灌漑が主体となるきっかけとなった。第二次世界大戦後には、治水などとの目的にも合わせた多目的ダムの建設も進み、全農地の3分の2が公共事業により建設された農業用水の恩恵を受ける状況となっている。

### 米国

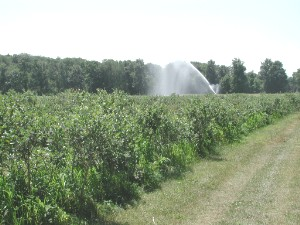
スプリンクラーによるブルーベリー畑の畑地灌漑（ニューヨーク州）

北アメリカでは、先史時代からいくつもの灌漑システムが作られてきた。例えば、アリゾナ州ツーソンを流れるサンタクルーズ川付近でも灌漑施設の遺構が見つかっている。約4000年前の集落跡と共に見つかった。サンタクルーズ川の氾濫原は紀元前1200年ごろから紀元150年ごろまで農業が盛んだった。
現在はセンターピボットなどの大型灌漑により、世界の穀物倉となっている。

### 現代
20世紀中ごろディーゼルエンジンや電動機が一般化し、主要帯水層に水が供給されるよりも多くの地下水をポンプで汲み上げられるようになった。このため、帯水層の水量は減り続け、水質の悪化や地盤沈下といった問題が発生するようになった。このような問題は中国の華北平原、北インドのパンジャーブ、アメリカのグレートプレーンズで発生しており、将来の農業生産量の低下が懸念されている。
2000年ごろの時点で、2,788,000km2の耕作地で灌漑が行われている。そのうち約68%がアジアにあり、南北アメリカが17%、ヨーロッパが9%、アフリカが5%、オセアニアが1%となっている。灌漑が高密度で行われている地域として、北インドとパキスタンにまたがるガンジス川およびインダス川流域、中国の黄河および長江流域、エジプトとスーダンのナイル川流域、アメリカのミシシッピ川流域やカリフォルニアがある。小規模な灌漑は人類が住むあらゆる地域で見られる。

## 灌漑方式

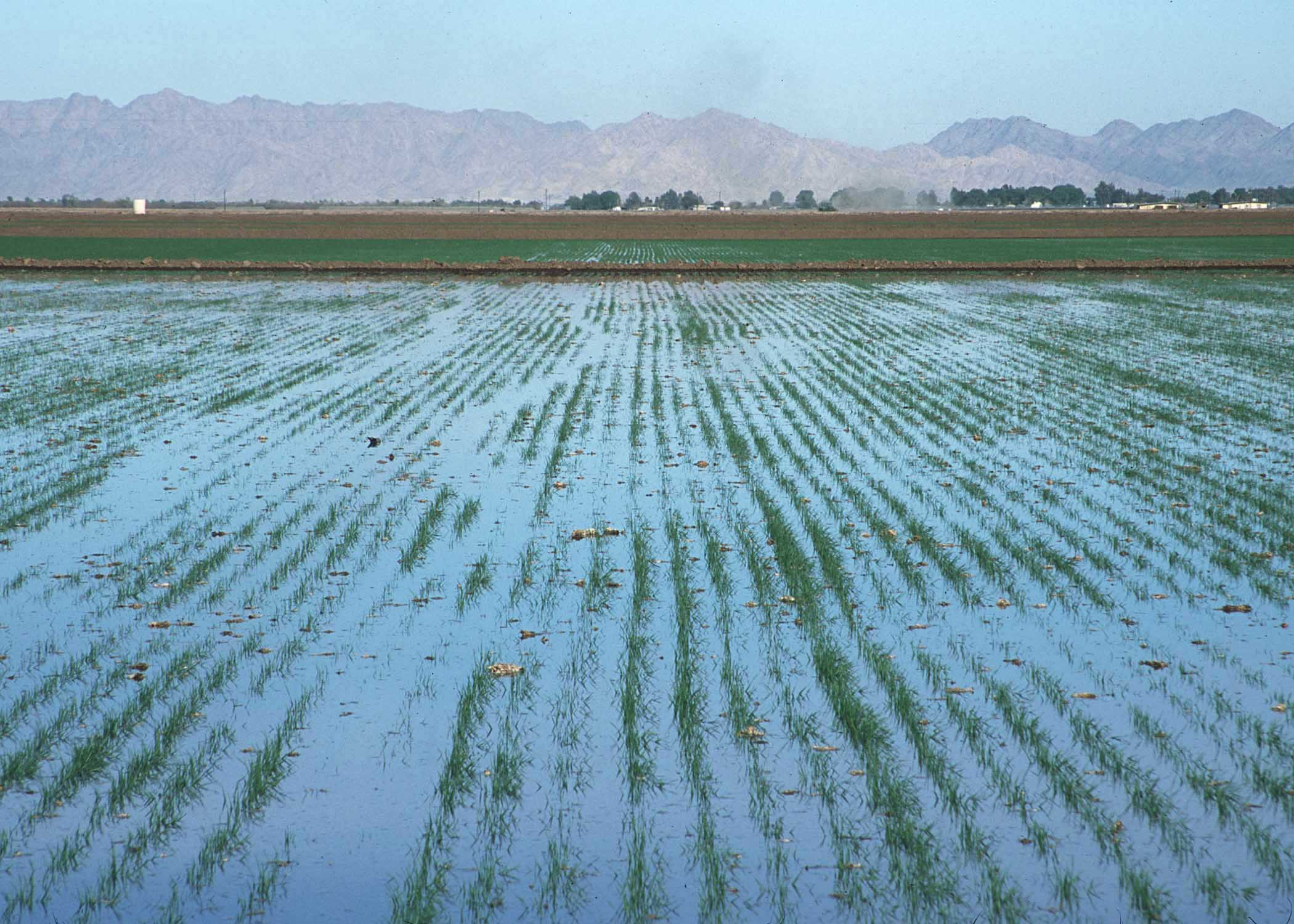
小麦畑の湛水灌漑

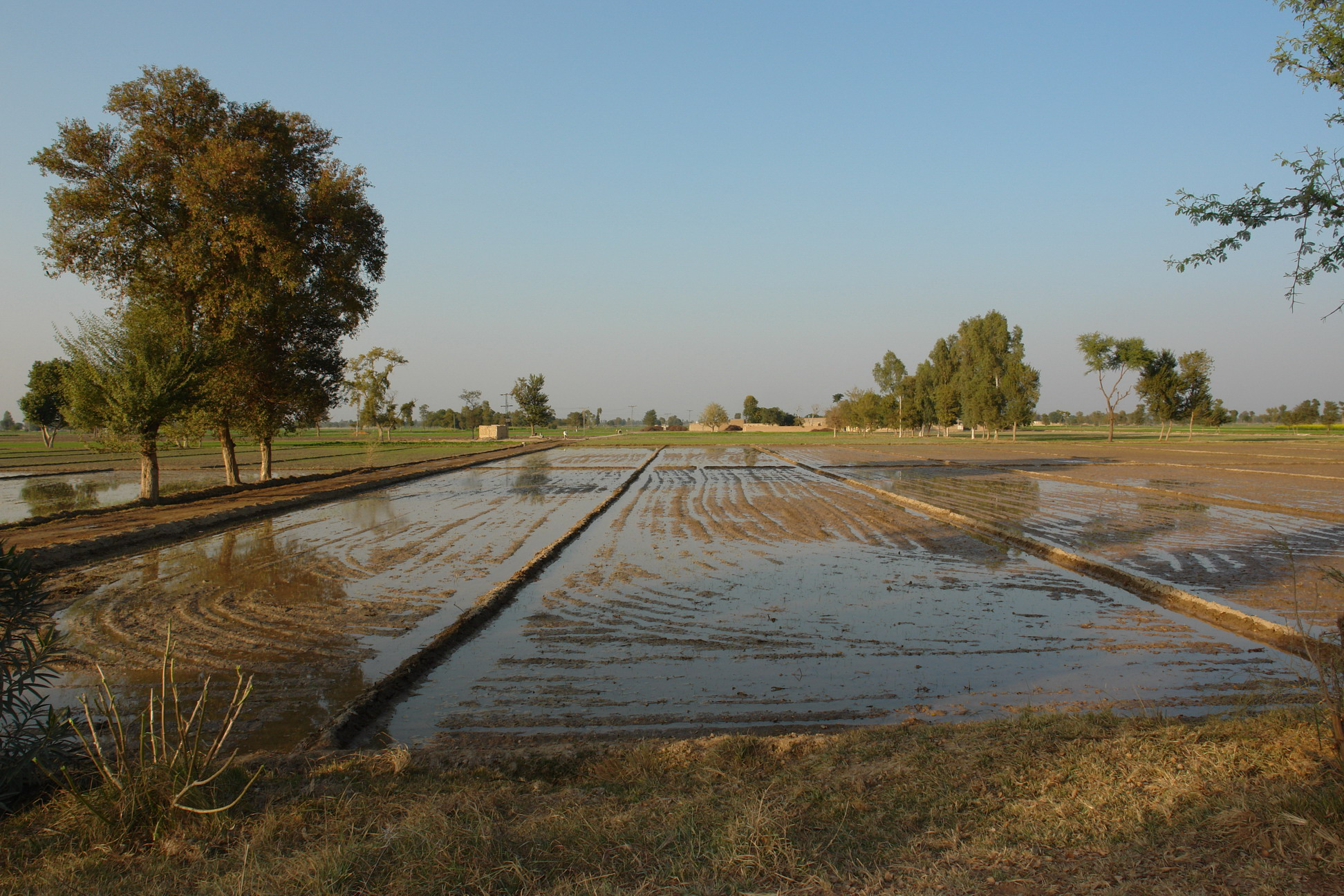
パキスタンパンジャーブ地方の灌漑された耕作地

灌漑はその目的、水源、方法による分類がある。ここに示すのは方法による分類である。灌漑の最終的な目標は耕作地全体にちょうどよい量の水を均一に供給することであり、現在の灌漑法はそういった意味では十分に効率的とは言えない。
- 畑地灌漑
  - スプリンクラー灌漑（センターピボットを含む）
  - 多孔管灌漑
  - 点滴灌漑
  - 地表灌漑（間断灌漑を含む）
  - 地下灌漑
  - 肥培灌漑

- 水田灌漑
  - 湛水灌漑
  - 間断灌漑
  - 田越し灌漑
  - 掛け流し灌漑

以下に灌漑方式の概要と得失を記す。

### 地表灌漑
地表灌漑システムでは、水が耕作地の地表を重力に従ってゆっくり流れ、地面を濡らし地中に浸透する。畦間灌漑、ボーダー灌漑、水盤灌漑などがある。水田のように耕作地全体がほぼ水没する場合は湛水灌漑と呼ぶ。歴史的には最も古くからある灌漑法である。
灌漑水路から一定周期で畑地に冠水する。作物に吸収されずに灌漑水路面と耕地表面で無駄に蒸発する灌漑用水ロスが最も大きく、塩害も起こしやすい。20世紀に入ってダムが造られ大規模に行われるようになった。
水田灌漑のうち、常時水流から水を取水して田畑に満たすものを掛け流し灌漑、水が満ちれば取水を止めて、しばらくしてから再び取水するものを間断灌漑と呼ぶ。掛け流し灌漑は水量のロスが大きく、また山間地などで流水の水温が低い場合は特に取水口付近の稲の生育が悪くなりやすい。間断灌漑の利益と損失はこの逆であり、水量が節約でき水温を高温に保つことができるものの、水温が高温になりすぎるとやはり稲の生育が悪くなる。このため、併用またはその土地の状況に応じて灌漑方式が選択される。また、上の田から下の田へと水を供給する灌漑を田越し灌漑という。

### 局所灌漑

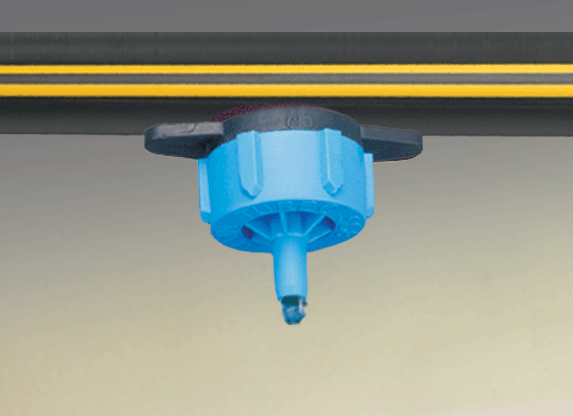
点滴灌漑 - エミッタ

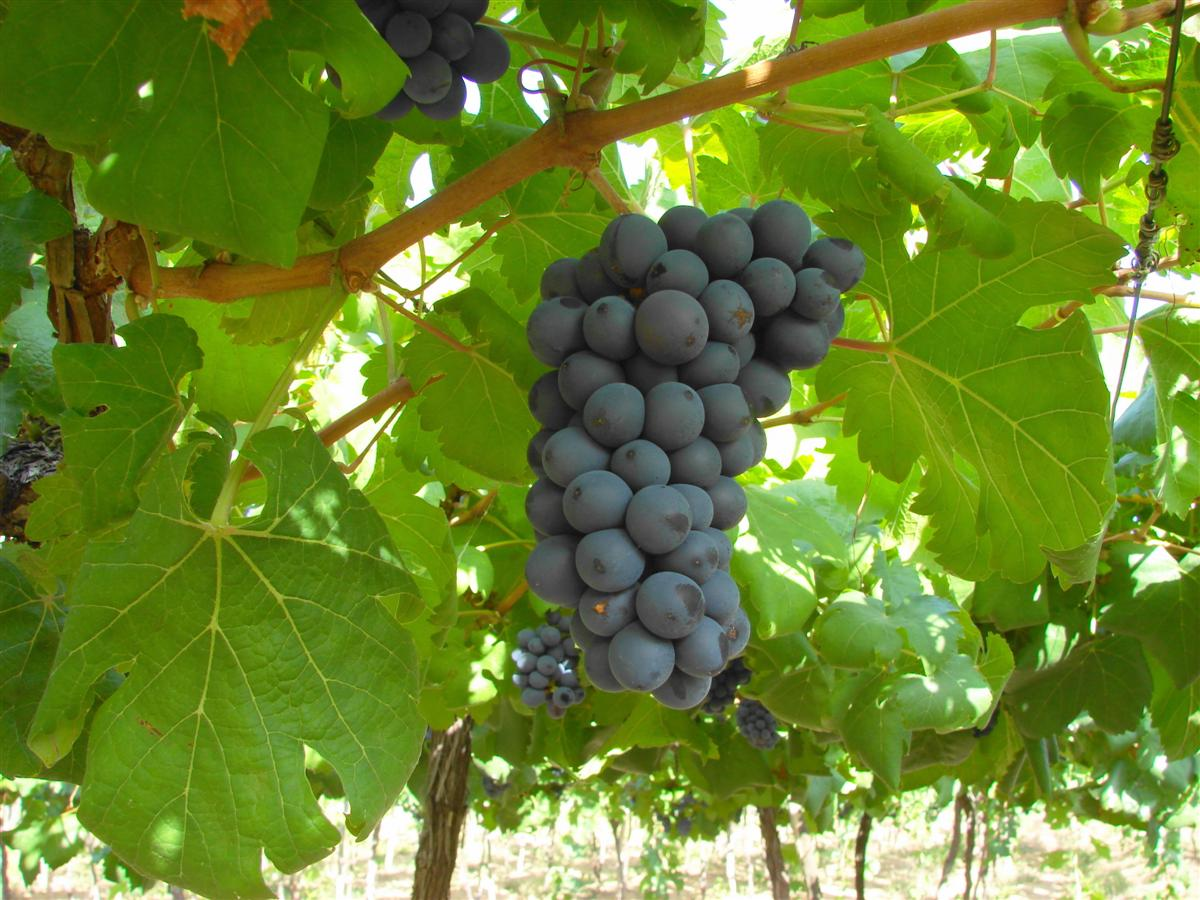
ブラジルのペトロリナのブドウ。点滴灌漑のおかげでステップ気候のこの地でブドウが栽培できる。

局所灌漑（またはマイクロ灌漑）とは、パイプのネットワークで低圧で水を供給するシステムであり、個々の作物にピンポイントで給水するよう固定パターンになっている。点滴灌漑、マイクロスプリンクラー灌漑、バブラー灌漑などがこれに分類される。

#### 点滴灌漑
点滴灌漑はその名の通り、水を作物の根に近いところに点滴するように供給する。適切に管理すれば最も水の効率がよい灌漑法である。現代農法では、点滴灌漑とマルチングを組み合わせることが多く、それによってさらに水分の蒸発を防ぎ、肥料の流亡も防ぐ。1960年代にイスラエルで開発された。スプリンクラー灌漑に比べ所要水量が1/5で済むかわり設備投資が大きく、設備メンテナンスに金がかかり、末端の管系の寿命が限られている。
高度にハイテクなシステムからローテクな人手を必要とするシステムまで様々なものがある。耕作地が傾斜していても水圧を補正するエミッタを使うことで均一な水の供給が可能である。コンピュータ制御でエミッタの供給する水量を管理することもできる。パイプ内に藻類が繁殖するのを防ぎ、紫外線によるポリエチレンの劣化を防ぐため、パイプを黒にしたり地面に埋めたりする。パイプを地下に埋設する地下点滴灌漑もある。

### スプリンクラー灌漑

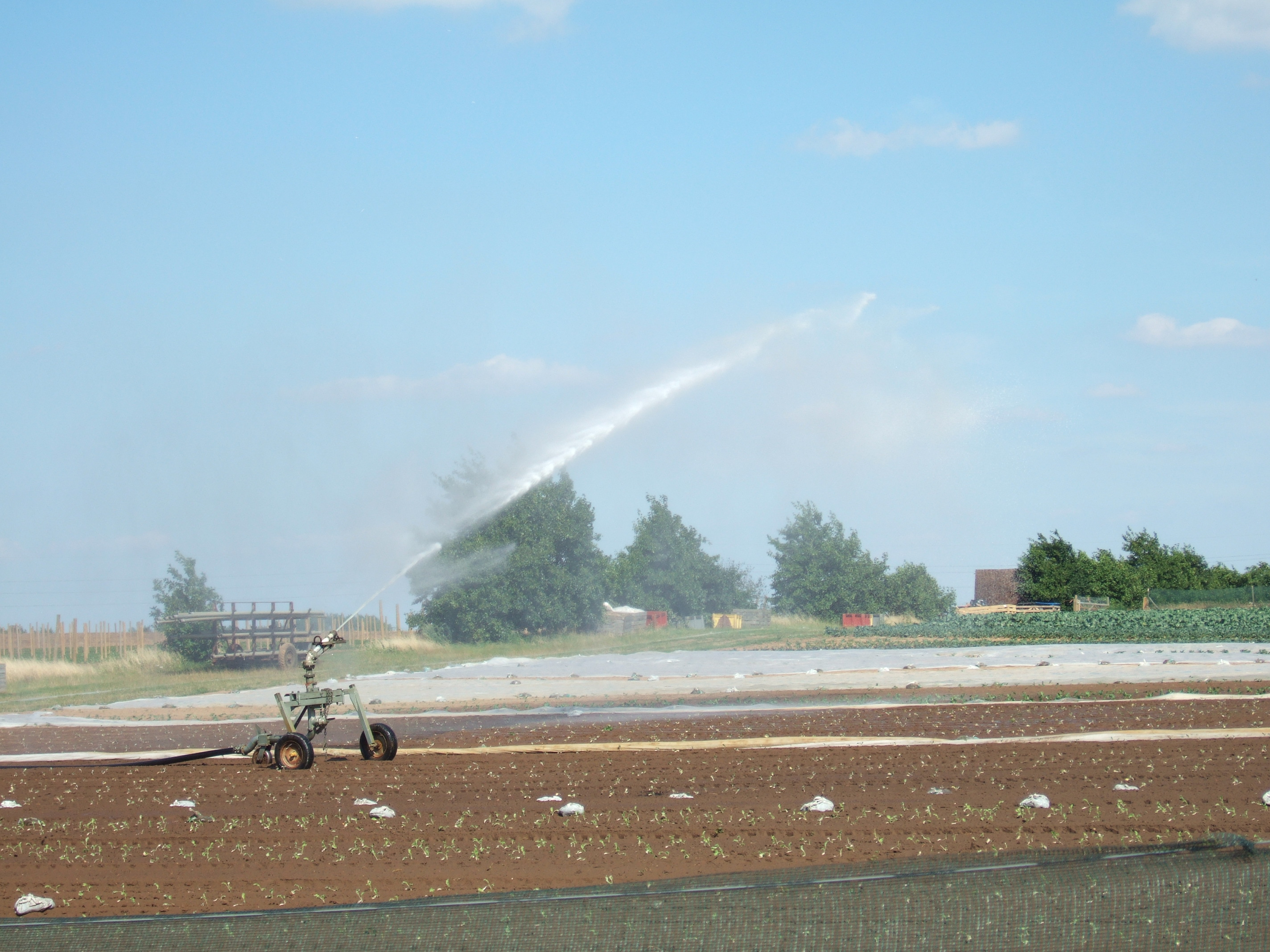
移動式スプリンクラー（イギリス、オックスフォードシャー）

スプリンクラー灌漑では、水をスプリンクラーで撒く。恒久的な配管にスプリンクラーを設置したものを「定置式」灌漑システムと呼ぶ。高圧で回転しながら散水するスプリンクラーをローターと呼び、完全に全周に散水するものと扇形に散水するものがある。スプリンクラーの中でも275から900kPaの高圧で水を噴射するものをスプレーガンなどと呼ぶ。その吐出量は毎秒3から76リットルで、ノズルの口径は10mmから50mmである。スプレーガンは灌漑だけでなく、清掃や伐採などにも使われる。
スプリンクラーには移動式のものもあり、ホースで水源とつなぐ。小規模の農地の灌漑だけでなく、運動場・公園・牧草地・無人の墓地などの散水にも使われる。水力またはなんらかのエンジンでホースを巻き取る装置（リールマシン）と組み合わせると、移動しながら散水させることができ、一般に完全に巻き取ったら停止するようになっている。逆にスプリンクラー装置をケーブルで引っ張って移動させる方式もあるが、やや古いテクノロジーであり、最近ではあまり見られない。
20世紀に入って米国のセンターピボットなど電動ポンプによる地下水汲み上げと散水設備による灌漑が行われるようになった。点滴灌漑に比べ設備投資資金が少なくてすみ、設備のメンテナンスも簡易であるが、灌漑用水は点滴灌漑の5倍消費する。

#### センターピボット灌漑

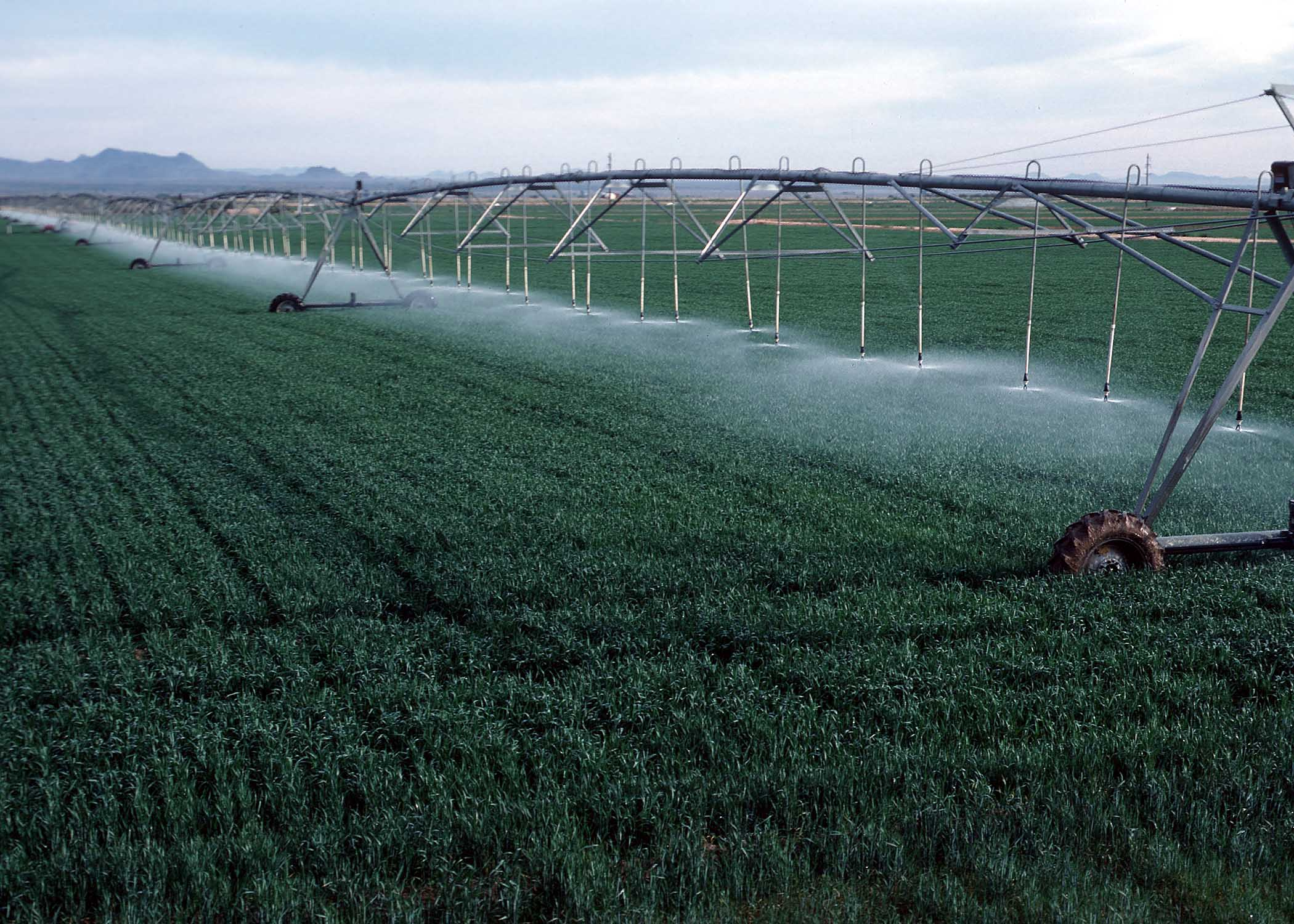
ドロップ型スプリンクラーを使ったセンターピボット。Photo by Gene Alexander, USDA Natural Resources Conservation Service.

センターピボット灌漑はスプリンクラー灌漑の一種で、亜鉛メッキした鋼またはアルミニウム製のパイプを複数連結したものをトラス構造で支持し、車輪付きの塔に載せ、パイプの各所にスプリンクラーを設置したものである。このシステムは一端を中心として円を描くように移動し、その中心となる側から水を供給する。
最近のセンターピボットシステムの多くは蒸発による損失を防ぐようなるべく作物の近くで水を撒くため、パイプから下に枝分かれさせたドロップ型のスプリンクラーを使っている。スプリンクラーではなくホースやバブラーをドロップに装着して、直接地表に水を撒くこともある。センターピボットを使用する場合、作物は円形の土地に作付けされる。もともとセンターピボットは水力駆動だったが、今では油圧と電動機を使ったシステムが主流となっている。最近ではスプリンクラーにGPS装置を備えているものが多い。

#### 平行移動式灌漑

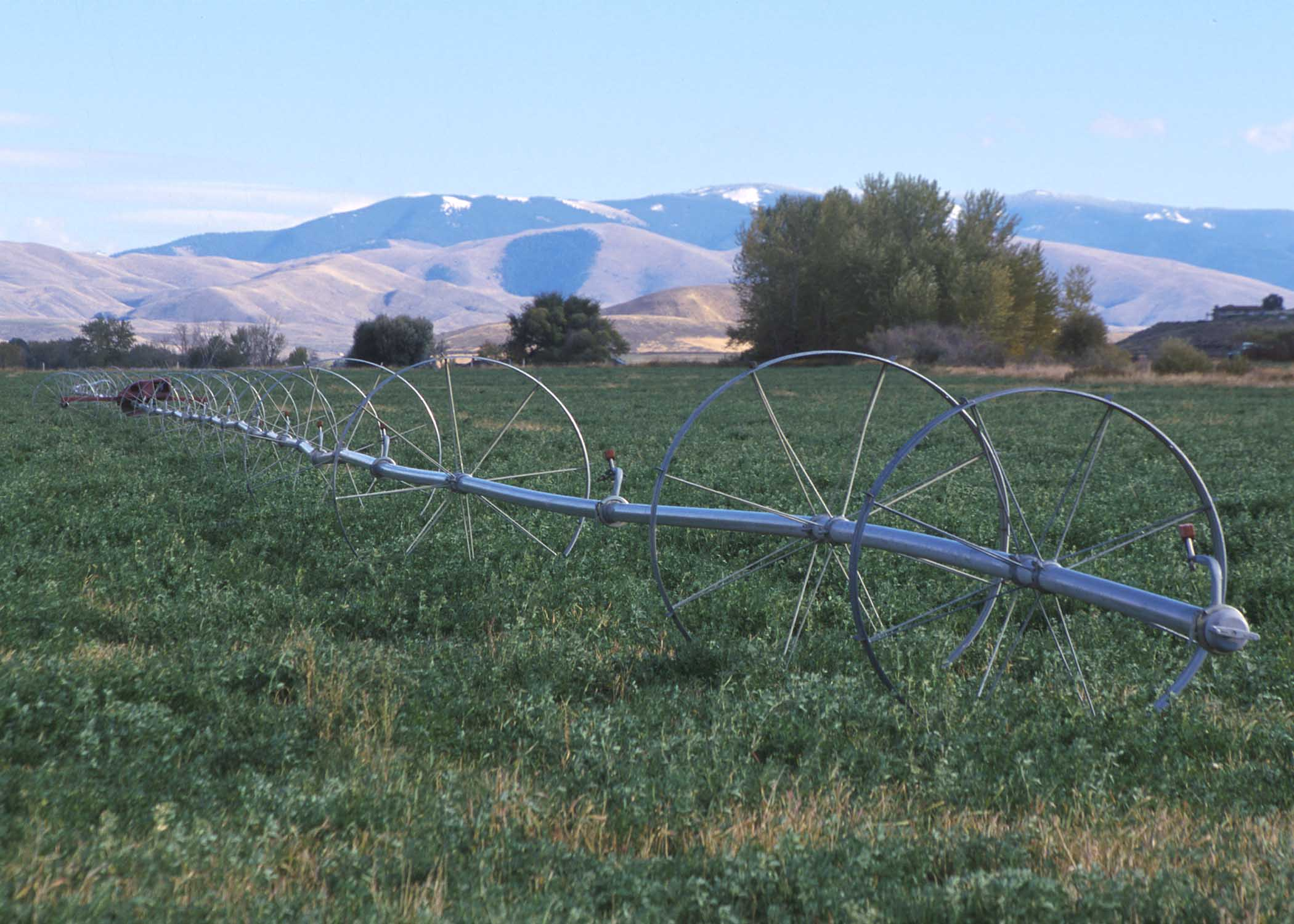
ホイールライン型灌漑システム（アイダホ州、2001年） Photo by Joel McNee, USDA Natural Resources Conservation Service.

パイプに一定間隔で直径約1.5mの車輪をつけ、同様に一定間隔でパイプにスプリンクラーが設置されている。これを耕作地の一方の端に置き、パイプの一方からホースで水を供給する。スプリンクラーで水が十分撒かれたら、人力または何らかの専用の機構で装置全体を転がして約10mほど平行移動させる。そこで再びホースを接続して水を供給する。耕作地のもう一方の端に到達するまでこれを繰り返す。このシステムはセンターピボットより安価だが、より労働集約的であり、散布できる水量も限られている。ほとんどの場合、4から5インチ（130mm）のアルミニウム製パイプを使う。山岳地帯に近く耕作地に起伏があったり、外形が不規則な耕作地で、よく使われる。

### 地下灌漑
地下灌漑は地下水面が高い（地表に近い）地域で長年使われてきた灌漑法である。なんらかの人工的方法で地下水面をさらに高くし、作物の根周辺の土壌に水分が到達するようにする。低地や川の周辺の草地で排水基盤と組み合わせてよく使われている。ポンプ、用水路、堰などを組合せ、水路の水位を増減させることで地下水面を制御する。
地下灌漑は観葉植物などの温室での生産にも使われている。水は下から供給され、植物が吸収しなかったぶんは再度集められてリサイクルされる。一般に栄養素を含んだ水をコンテナや樋に10分から20分で循環するように流し、ポンプを使って水槽に戻して再利用する。温室での地下灌漑は機器や管理にコストがかかる。長所は水や栄養素を節約できる点と自動化によって人件費が抑えられる点である。基本的な考え方は地表の点滴灌漑と類似している。

### 湿気の多い大気から水分を集める灌漑法

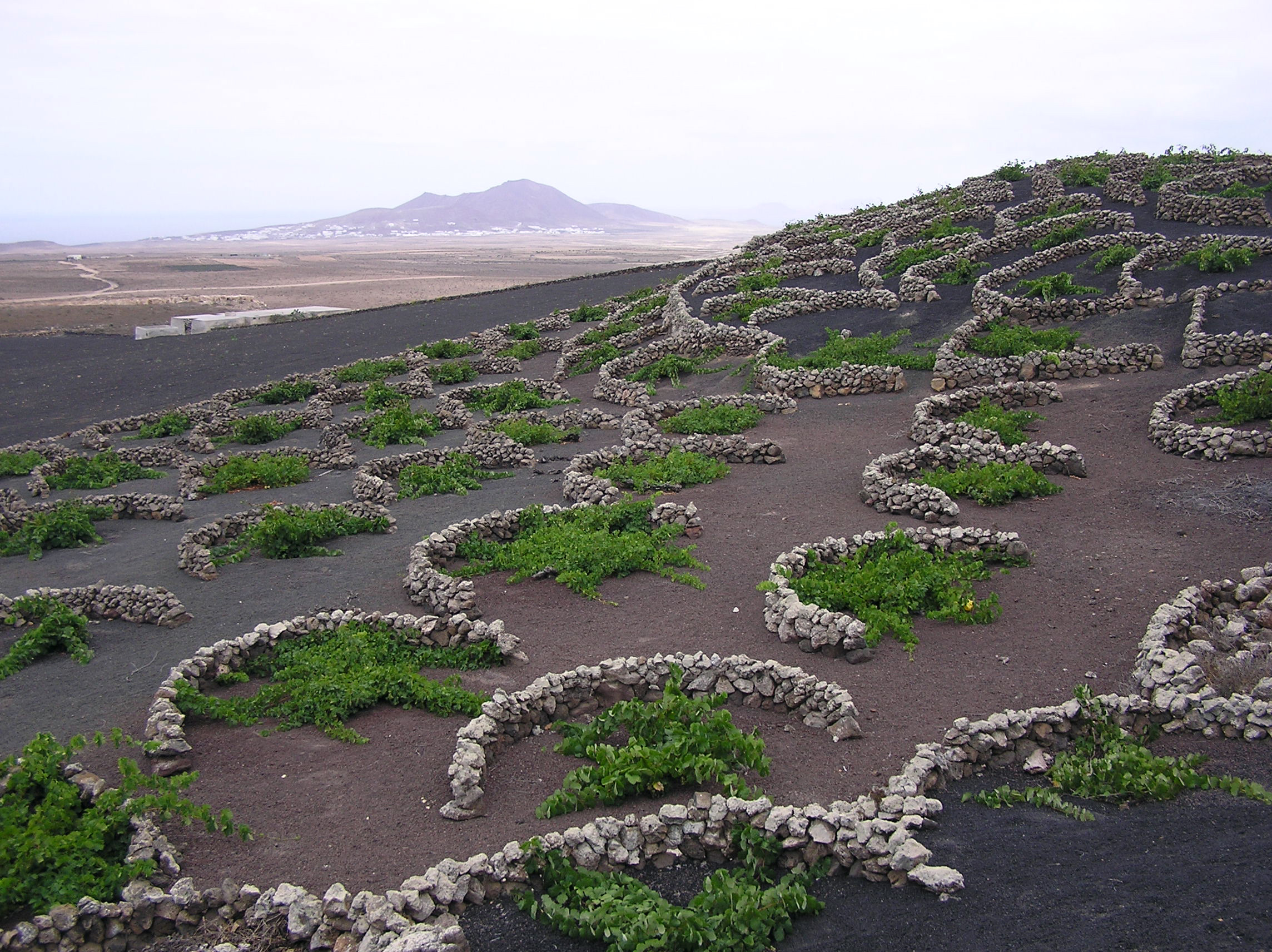
ランサローテ島のブドウ畑。ブドウの木の周りに火山礫による壁を作ることで、島に発生する霧を集め灌漑を行う

湿度の高い地域では夜間に大気中の水分が結露する。これを利用した灌漑法を「集露」または「集霧」と呼ぶ。例えば、ランサローテ島のブドウ畑では石や帆布を使った露を集める仕組みで灌漑を行っている。

## 灌漑の水源
灌漑の水源としては、地下水を湧水あるいは井戸を使って利用する場合、川・湖・ため池などの地表水を利用する場合、何らかの廃水を浄化したり塩水を淡水化して利用する場合などがある。地表水を使った特殊な灌漑法として洪水灌漑または拡水と呼ばれる技法がある。これは、普段は水が流れていない乾燥した河床（ワジ）を複数連結したネットワークを形成しておき、洪水の際にそこにあふれた水を誘導して広いエリアに供給する方法である。洪水灌漑は灌漑技法の一種だが、一般に雨水採取による植物の栽培は灌漑とはみなされない。雨水採取とは、建物の屋根や未使用の土地に降った雨水を集めて利用する技法である。

## 最近の灌漑技術
- 土中水分計による点滴灌漑の電子制御（土中水分量の最適化制御）
  - 下記の各方式の水分計によって土中水分を設定値に保つように放水する。単なる点滴灌漑の場合、根の水平展開に応じた水分の水平展開を得にくく、垂直に長い水分布となって水利用効率が悪いのみならず毛細管現象による塩害の可能性もあるため、スプレーヘッドを併用して水平散布したり、透水チューブを用いる場合もある。給水量の節約と垂直浸透を避けるためパルス送給水する装置も開発されたが高価で維持費もかかるので1リッター/hrなどの超低速送給水も研究されている[19]。
  - 砂地における感圧制御点滴灌漑
  - 多段式吸引圧水頭計
    - 複数の深度で吸水圧水頭を計測するセンサー。施肥状態や温度誤差が小さく、植物が吸水するのに必要なエネルギーを計測でき、土中の水の移動を三次元計測できる。

  - テンシオメーター
    - 単一深度で吸水圧水頭を計測するセンサー。施肥状態や温度誤差が小さく、植物が吸水するのに必要なエネルギーを計測できる。また従来はpF2.8以上の乾燥土壌は計測できなかったが最近、乾燥土壌が計測できるように改良された。乾燥土壌用テンシオメーター。但し電子制御に向かず、垂直方向の土中の水移動が計測できない。

  - 誘電率水分計
    - 土壌の誘電率によって土中の体積含水率を計測する。乾燥土壌でも計測でき電子制御に向き安価。しかし、施肥状態や温度誤差がでるのと、体積含水率が同じでも土壌や耕起の有無で根が吸水に要するエネルギーが違う、などの問題がありテンシオメーターなどで計測して、誘電率水分計との差異を求め、温度・土壌補正パラメーターを設定せねば、精度の確保が難しい。

## 灌漑による悪影響
灌漑は次のような問題を引き起こすことがある。
- 水利権争い
- 地下帯水層の枯渇

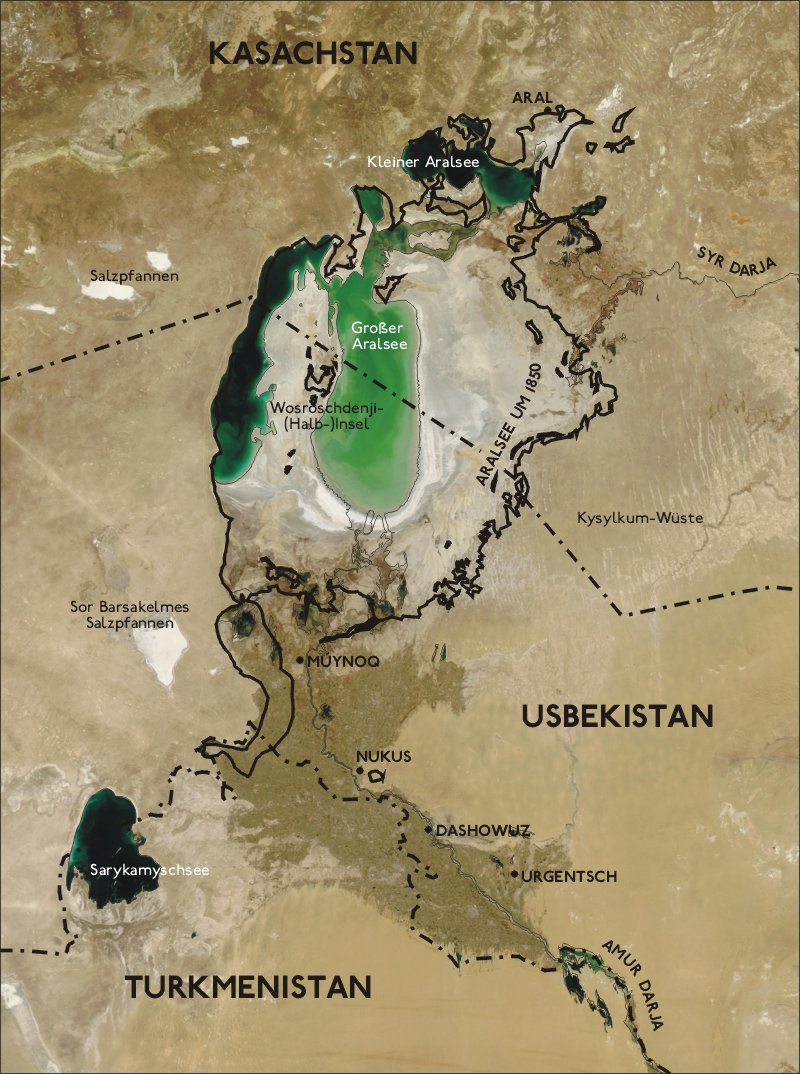
アラル海（2004年）。黒線は1850年の湖岸線。湖付近の白いものは塩

- 地盤沈下、地すべり（例えば、ルイジアナ州ニューオーリンズやコロンビア川周辺のRingold Formation（英語版））
- 乾燥地での不適切な方法による灌漑は、土壌の塩類集積などをもたらし、農地を荒廃させるほか、自然環境にも致命的な被害を与えることがある。作物の生育にかろうじて必要なぶんだけ灌漑を行っていると、水分の地表からの蒸発によって塩類集積が起き、塩害が起きやすくなる。これはメソポタミア地方でしばしば文明の衰退をもたらしたし、アスワン・ハイ・ダムの建設によってエジプトでも深刻化しつつある。インドにおいても、灌漑技術の導入により劇的に農業生産物が増加する「緑の革命」がもたらされたが、近年になって地下から汲み上げられた塩類が、深刻な農業被害を引き起こしているという。これを防ぐにはろ過で予め塩分を除去し、塩分を流し去るような排水技法を採用する必要がある。点滴灌漑では、適当な間隔で若干水を多めに流すことで蓄積した塩分を流すという方法がよく使われる[21][22]。
- 配布水量の均一性が保たれなかったり管理が不十分だと、水や農薬や肥料を浪費する過剰灌漑となり、水質汚染を招く可能性がある。
- （過剰灌漑の結果）地下への排水によって地下水面が上昇し、塩害となることもある[23][24]。
- 旧ソ連によるアラル海の水源であるアムダリヤ川（アム川）とシルダリヤ川（シル川）からの綿花栽培用の灌漑用水の強引な取水は、アラル海を著しく縮小させ、漁業を壊滅させた上、不毛の砂漠地帯を作り出してしまった(自然改造計画)。アラル海は今なお消滅の危機に晒されており、その悲惨さから「20世紀最大の環境破壊」と言われている。他にもアフリカのチャド湖が周辺諸国による大規模灌漑の影響もあって消滅の危機にある。

## 灌漑の顕彰と保全
灌漑史跡は人類の農耕と治水技術の発展の歴史を物語るものとして、文化財・文化遺産として保護される傾向が国際的に広まっている。

### かんがい施設遺産
国際かんがい排水委員会(ICID)が、灌漑の歴史・発展を明らかにし、灌漑施設の適切な保全に資することを目的として、建設から100年以上経過し、灌漑農業の発展に貢献したもの、卓越した技術により建設されたもの等、歴史的・技術的・社会的価値のある灌漑施設を登録・表彰するために、かんがい施設遺産制度を創設した。

### 世界遺産
世界遺産を推進する国際連合教育科学文化機関（UNESCO）は水科学部を設け、水資源管理に積極的に関与している。このことから世界遺産も灌漑施設を重視する傾向がみられる。

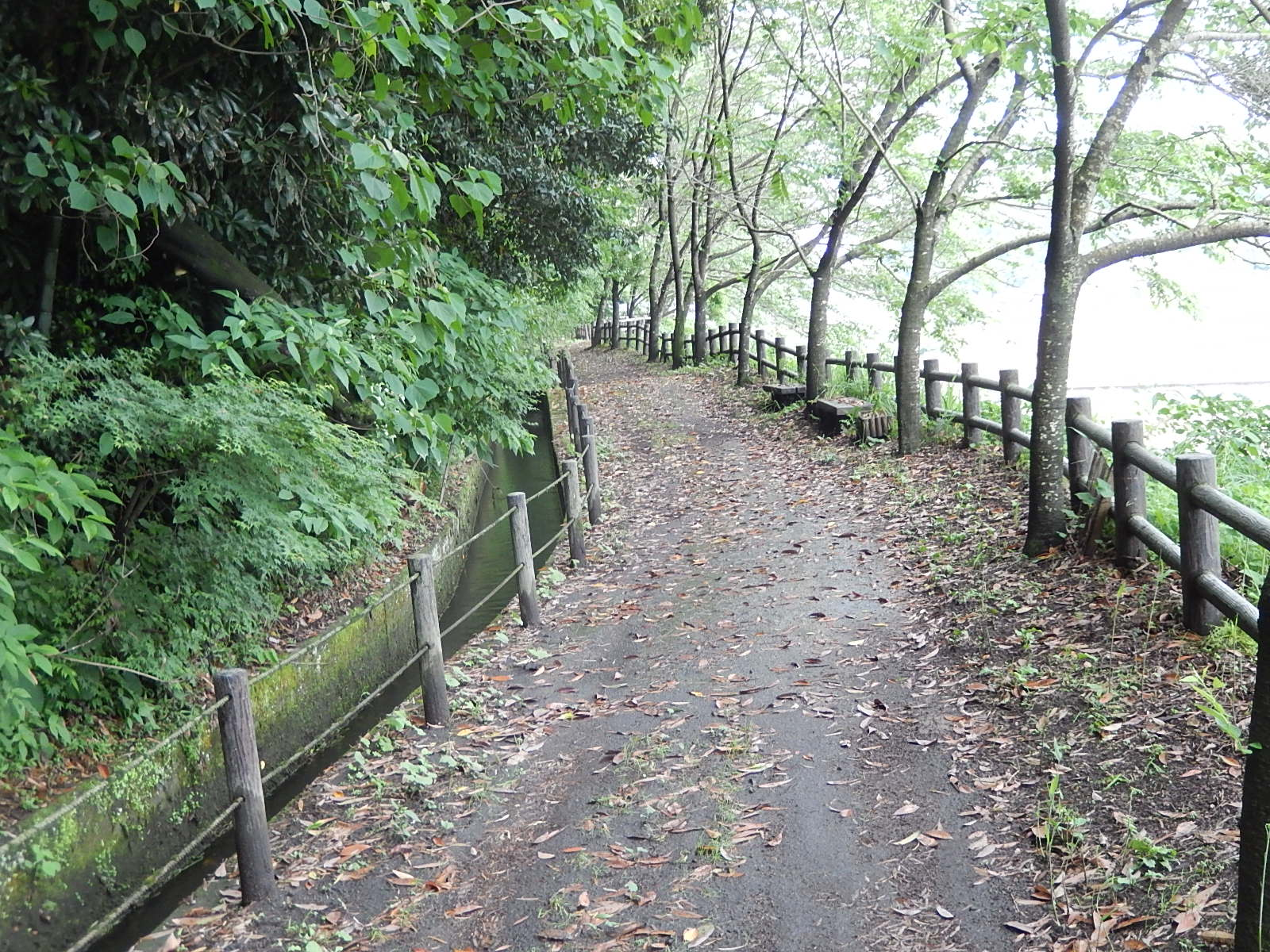
関吉の疎水溝

- エルチェの椰子園、スペインのナツメヤシ栽培のために整備された灌漑システム
- 都江堰、中国で紀元前に造られた灌漑システム
- ファラジ（アフラージュ）、オマーンの灌漑システム
- シューシュタルの歴史的水利施設、イランの古代ペルシア帝国から存続する灌漑システム
- ペルシャ式カナート、イランの乾燥地帯の地下を掘った水路
- バリ州の文化的景観、インドネシア・バリ島のスバックという灌漑システム
- パドレ・テンブレケ水道橋の水利システム、メキシコの水道橋
- 関吉の疎水溝、明治日本の産業革命遺産 製鉄・製鋼、造船、石炭産業の構成資産

以上（登録年順）は水路などが現在も活用されている稼働遺産としての灌漑システムそのものが評価されて登録されたもの。
この他、灌漑農業の典型として棚田（例：フィリピン・コルディリェーラの棚田群・中国紅河ハニ棚田）や、都市・集落の中に灌漑設備が組み込まれ構成資産となっているもの（例：カンボジアのアンコール遺跡に含まれるバライという貯水池）、干拓に伴う排水行為（例：オランダのベームスター干拓地）、現在は機能していない遺跡として発掘確認されたもの（例：パキスタンのモヘンジョダロや中国の良渚遺跡）など多数の灌漑環境が登録されている。

### 無形文化遺産
無形文化遺産はユネスコが推進する世界遺産の無形文化財版。
- 地中海沿岸の灌漑法廷（バレンシア平野の水法廷）[27][28]
- アル・アフラジ：アラブ首長国連邦の伝統的な灌漑システムおよびその建設・メンテナンスと公平な配水に関する口承・知識と技術
- 伝統的な灌漑：知識、技術と組織（オーストリア、ベルギー、ドイツ、イタリア、ルクセンブルク、オランダ、スイスの7か国）[29]

### 記憶遺産
ユネスコ三大遺産事業の一つである記憶遺産は、歴史的・社会的な事象を伝える記録の保護を目的としている。
- セマウル運動記録物 …韓国で1970年代に展開された農村近代化運動における資料で、灌漑整備についても言及されている
- アラル海の記録 …過剰灌漑による環境破壊を調査したカザフスタンの報告書
- チュラロンコーン王の政策文書 …タイ王国のかんがい施設遺産「ランシット運河とチュラロンコーン調整池」開発の記述を含む

### 農業遺産
国連食糧農業機関（FAO）が始めた、世界重要農業遺産システム（GIAHS・ジアス）。

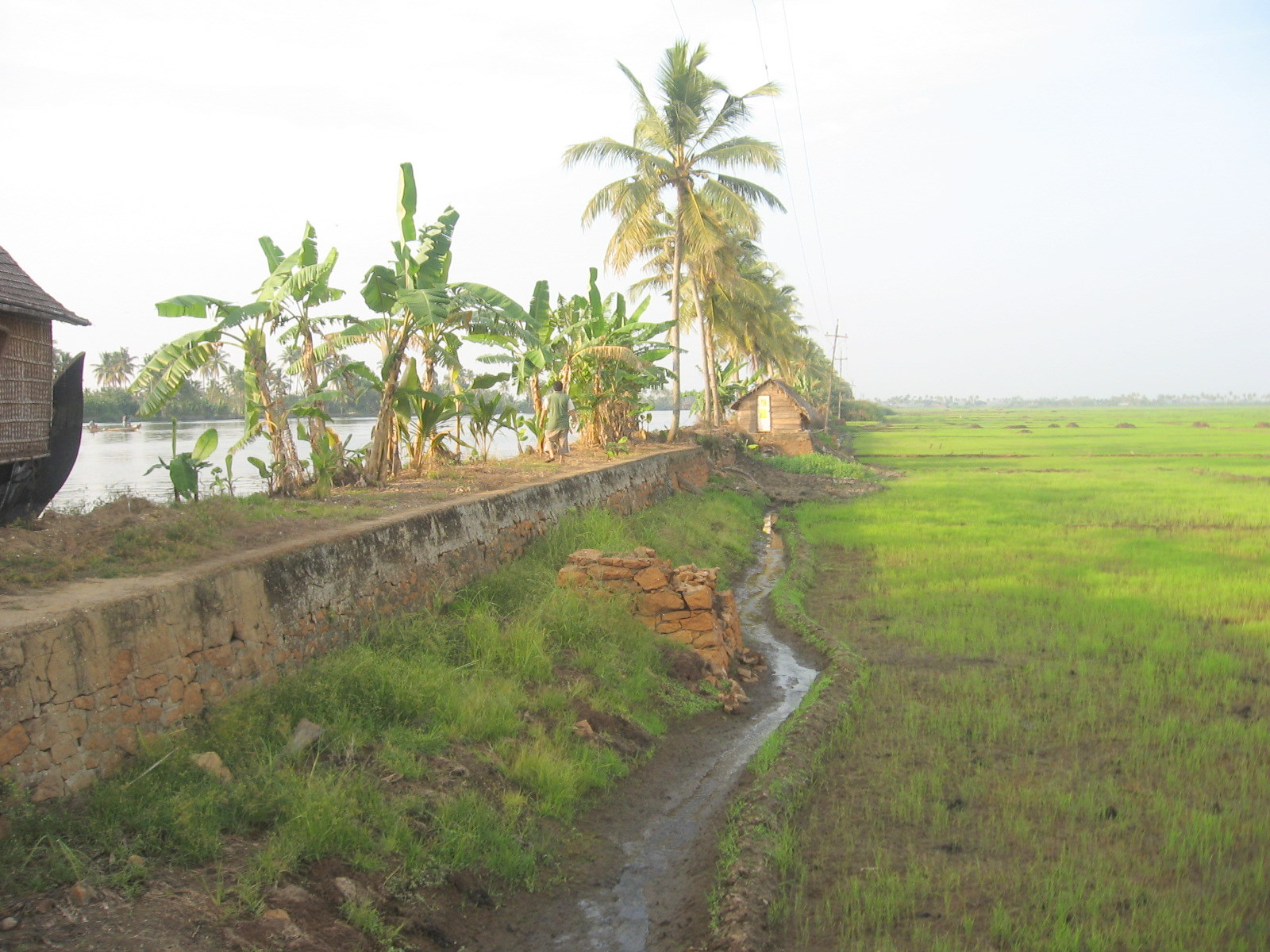
インド・クッタナドのバックウォーター

- 日本大分県、クヌギ林とため池がつなぐ国東半島・宇佐の農林水産循環　～森の恵み しいたけの故郷～
- 日本岐阜県、清流長良川の鮎 …かんがい施設遺産の曽代用水を構成資産に含む
- 韓国莞島郡、青山島のクドゥルチャンノン（구들장논） …クドゥルとはオンドルの別名で、チャンノンは農地を指す。オンドル状に礫を敷き詰めた上に耕土を盛り、礫の隙間から排水する
- 中国江西省上饒市、万年県の伝統農法 …春先の冷水灌漑農業
- 中国貴州省、トン族の稲作・養魚・養鴨
- 中国浙江省麗水市、青田県の水田養魚 …かんがい施設遺産の木蘭陂によって営まれる
- 中国雲南省、ハニ族の棚田〔世界遺産〕
- 中国江蘇省興化市、垜田の灌漑農業 …水郷地帯の興千島と呼ばれる浮き畑
- フィリピン、イフガオの棚田 …〔世界遺産〕現地語ではパヨ
- インドケーララ州、クッタナドの海抜以下の農業システム …海抜下でのバックウォーター（堰上げ背水）による水田稲作
- イラン、エスファハーン省カーシャーンのカナート〔世界遺産〕
- アルジェリア、マグリブ砂漠のオアシス
- モロッコ、アトラス山脈のオアシス
- チュニジア、ガフサのオアシス …セギアと呼ばれる素掘りの水路が失われつつある
- ペルー、アンデス農業 …インカ帝国の時代から続くアンデン（段々畑）に水路を巡らせたジャガイモ栽培農法（現地語でワルワル）

### 世界水システム遺産
世界水会議が推進する水管理に関係する施設などを顕彰する制度で、灌漑施設も対象になる。

### 文化財保護法による文化財
文化財保護法による国内の灌漑関連文化財の内、重要文化財・史跡に指定、または登録有形文化財に登録されているものを「水土里（みどり）の文化財」と呼んでいる。
このほか名勝・重要伝統的建造物群保存地区・重要文化的景観でも灌漑を含む景観を重視している（重複指定あり）。
- 名勝
  - 姨捨(田毎の月)、長野県千曲市
  - 白米の千枚田、石川県輪島市
- 重要伝統的建造物群保存地区
  - 青鬼、長野県白馬村
  - 五個荘金堂、滋賀県東近江市
  - 篠山(福住)、兵庫県丹波篠山市
  - 新川田篭、福岡県うきは市

- 重要文化的景観

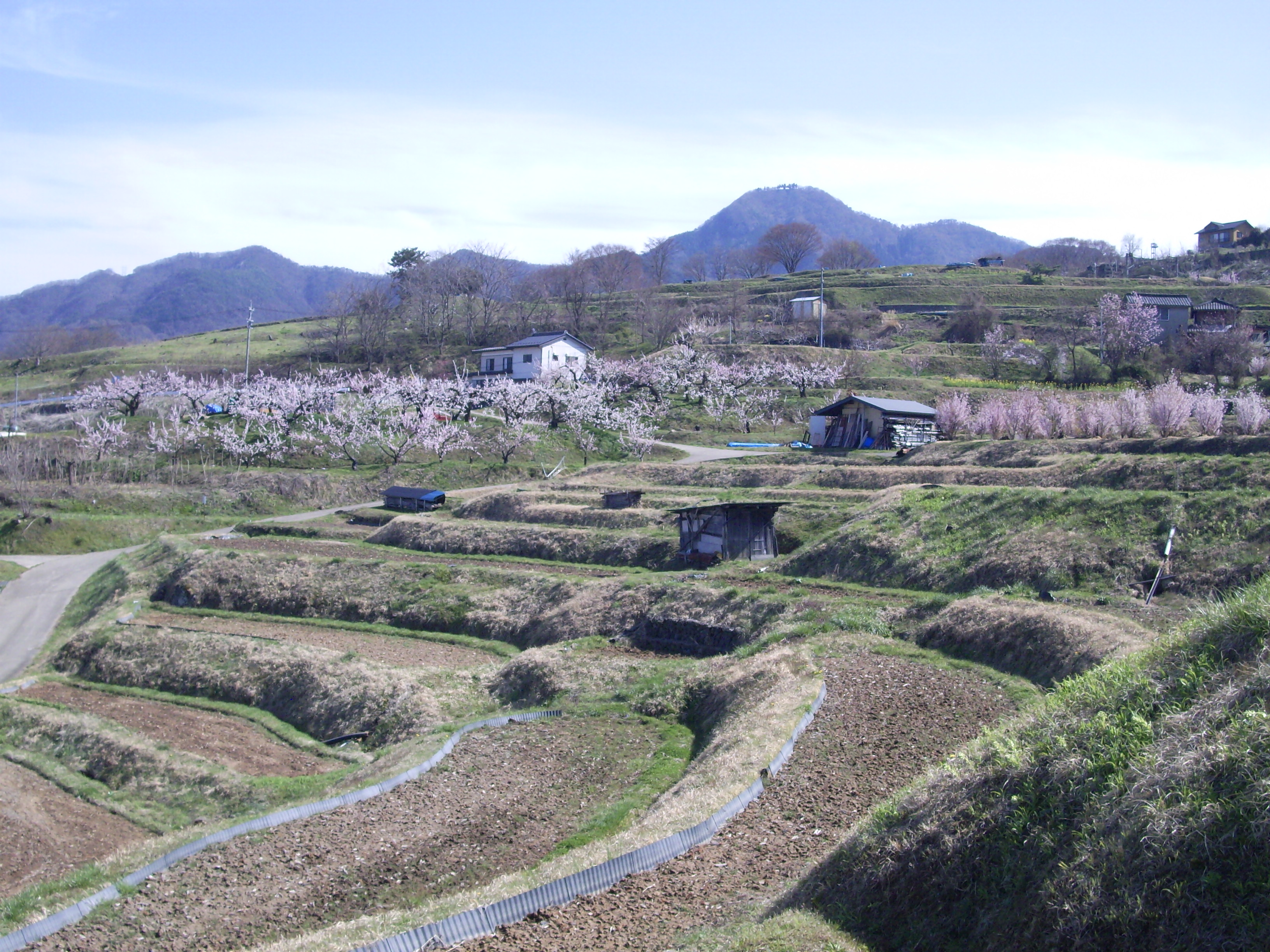
姨捨の棚田

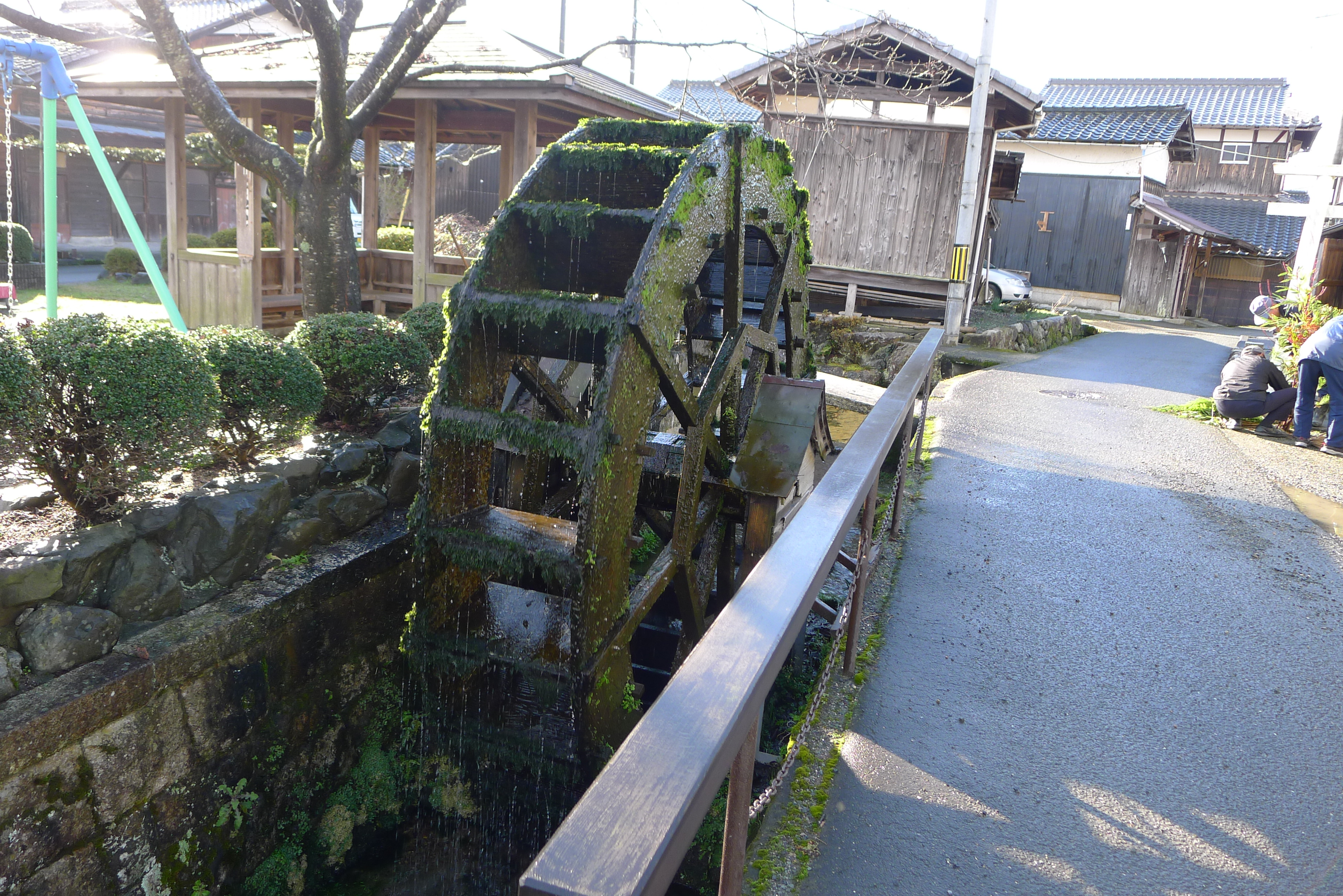
針江・霜降の水辺景観

  - 利根川・渡良瀬川合流域の水場景観、群馬県板倉町
  - 近江八幡の水郷、滋賀県近江八幡市
  - 高島市海津・西浜・知内の水辺景観、滋賀県高島市
  - 高島市針江・霜降の水辺景観、滋賀県高島市
  - 樫原の棚田、徳島県上勝町
  - 四万十川流域の文化的景観 上流域の山村と棚田、高知県梼原町
  - 蕨野の棚田、佐賀県唐津市
  - 通潤用水と白糸台地の棚田景観、熊本県山都町（※通潤用水はかんがい施設遺産）

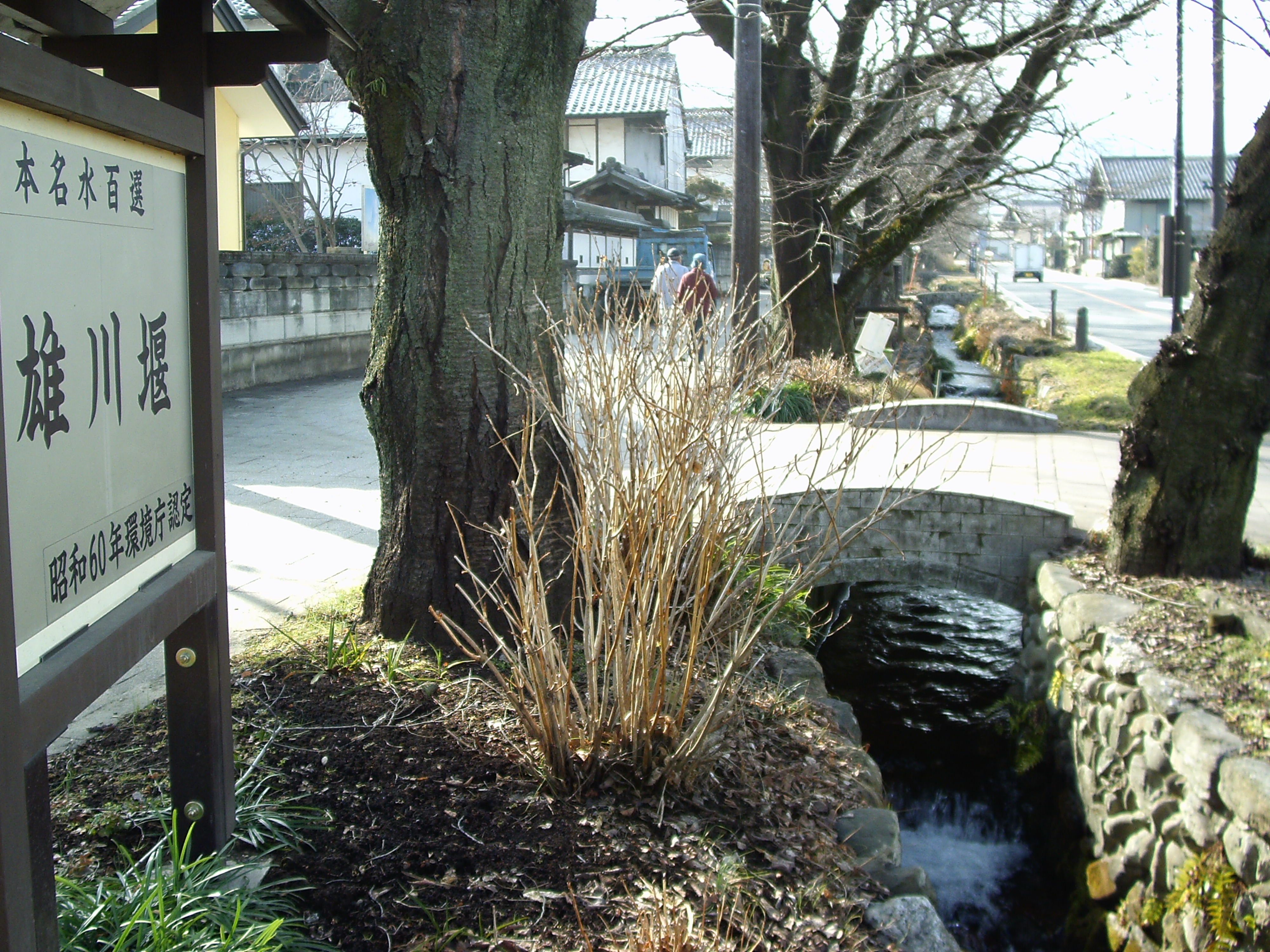
雄川堰

### 歴史まちづくり法による歴史的風致維持向上地区
歴史まちづくり法は文化財単体ではなく、周辺環境も含めた歴史を中核に据える市街地整備計画を目的としており、認定されると歴史的風致維持向上地区として国から支援や特別措置を受けられる。群馬県甘楽町が、かんがい施設遺産となった雄川堰を中心とした歴史的風致維持向上地区となっている。また所管官庁の国土交通省は、歴史まちづくり法による「地域用水環境整備事業」を推進している。

### 日本遺産
日本遺産は文化庁が推進する文化財を観光資源と位置付ける活用法。重要文化的景観の近江八幡の水郷、高島市海津・西浜・知内の水辺景観、高島市針江・霜降の水辺景観などを「琵琶湖とその水辺景観―祈りと暮らしの水遺産」として包括、福島県郡山市・猪苗代町の「未来を拓いた『一本の水路』―大久保利通“最期の夢”と開拓者の軌跡 郡山・猪苗代―」が安積疏水を対象としている。

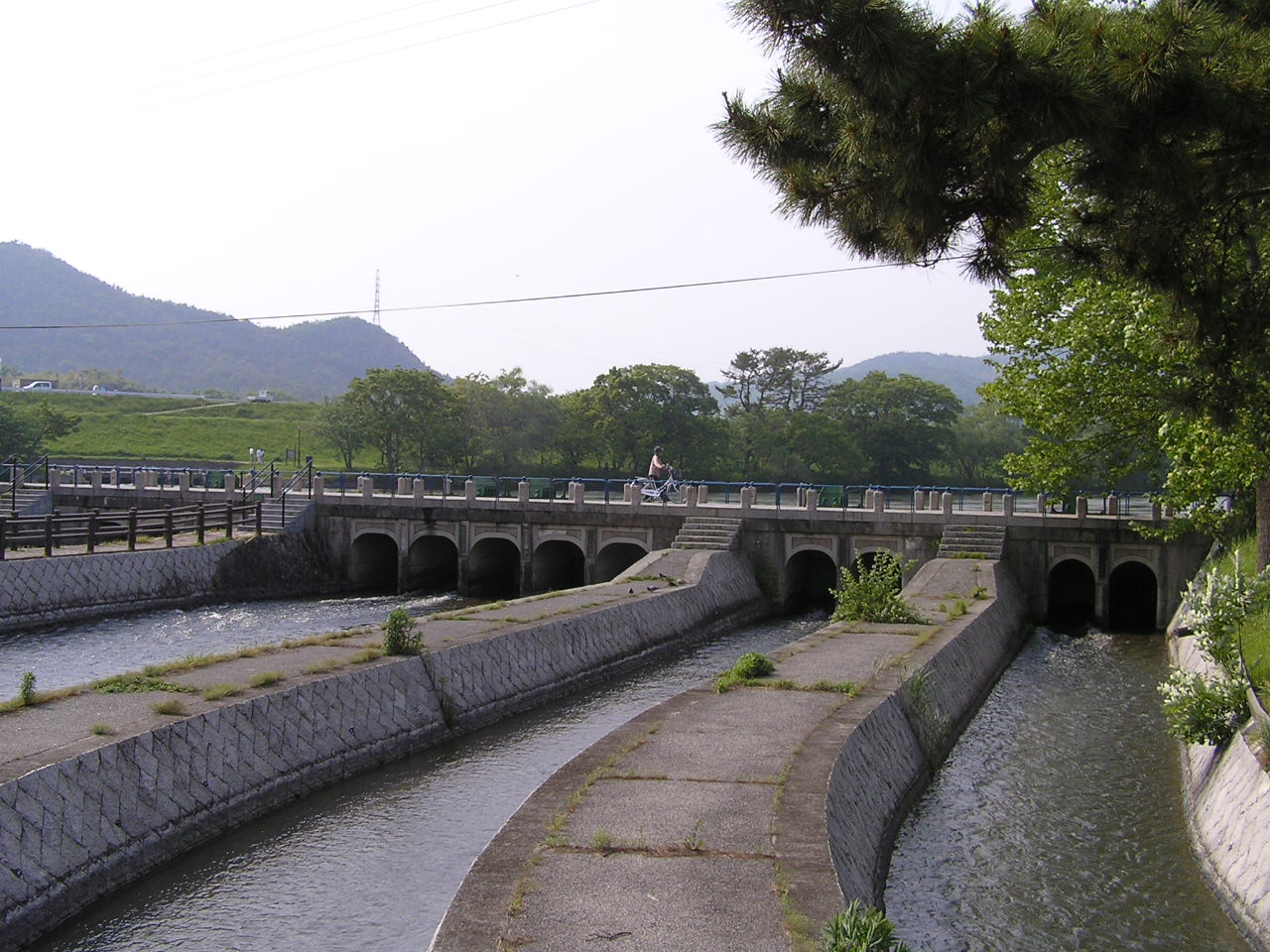
東西用水酒津樋門

### 近代化産業遺産
法的保護根拠はないが経済産業省が近代化産業遺産を認定しており、「瀬戸内海沿岸の灌漑施設」としてかんがい施設遺産の淡山疏水（淡河疎水・山田川疎水）とその流間流末に位置する印南野ため池群、高梁川東西用水酒津樋門（岡山県倉敷市）、豊稔池ダム（香川県観音寺市）が選ばれている。

### 土木遺産
社団法人土木学会が歴史的土木構造物を土木遺産として認定しており、かんがい施設遺産からは七ヶ用水の大水門・給水口と山田堰が認定されているほか、多数の灌漑施設が含まれている。特にユネスコへ加盟できないため世界遺産への展望が開けない台湾が独自に選定した世界遺産候補である烏山頭ダムを認定している点が注目される。

### 機械遺産
社団法人日本機械学会が機械技術の発展に貢献したものを機械遺産として認定している。農研機構生物系特定産業技術研究支援センターの農機具資料館収蔵品が登録されており、灌漑用のポンプなどが含まれている

### 100選
農林水産省が日本の農業を支えてきた代表的な用水から疎水百選、農業の礎となった歴史・文化・伝統がある貯水池からため池百選、景観維持のため棚田百選を選定している。

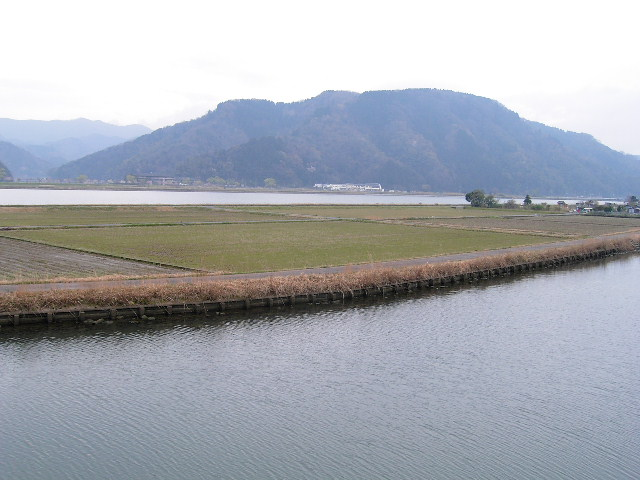
円山川下流域の水田

### ラムサール条約
水鳥の生息環境である湿地帯を保護する目的のラムサール条約は、人工湿地としての灌漑農地や用水路も対象としている。国内では宮城県の蕪栗沼周辺水田と兵庫県の円山川下流域周辺水田が灌漑耕作湿地として登録されている。

### エコパーク
ユネスコが世界遺産と並行して推進しているMAB（Man and the Biosphere／人間と生物圏）計画の生物圏保護区（日本語通称エコパーク）は、自然環境の厳正保護が目的の世界遺産に対し、エコパークは自然との共存を図りつつ利用することも認めている。日本で登録されている志賀高原・只見・南アルプスでは自然湧水を活かした流下灌漑（重力灌漑）が行われている。